# Soleil Royal (Schiff, 1670)
Die Soleil Royal (französisch Königliche Sonne) war ein 106-Kanonen-Linienschiff (Dreidecker) der französischen Marine, das von 1670 bis 1692 in Dienst stand.

## Geschichte

### Bau
Das Schiff wurde von dem Marinearchitekten Laurent Hubac entworfen und im Dezember 1668 im Marinearsenal von Brest auf Kiel gelegt. Der Stapellauf erfolgte am 13. Dezember 1669 und die Fertigstellung, des zu Ehren von Ludwig XIV. Soleil Royal genannt Schiffes im August 1670.

### Einsatzgeschichte
Sie war  Flaggschiff der französischen Flotte du Ponant und von Admiral de Tourville.
Am 12. Mai 1692 führte die Soleil Royal eine Flotte von 45 Schiffen an, die Kurs auf Barfleur nahm. Am 29. Mai trafen jene Schiffe auf die vereinigten Flotten der Engländer und Niederländer mit insgesamt 97 Schiffen. Nach einem zwölfstündigen Gefecht ergriffen die vereinigten Flotten mit großen Verlusten die Flucht. Von der Schlacht beschädigt wurden drei französische Schiffe, unter ihnen die Soleil Royal, für Reparaturarbeiten auf den Strand von Cherbourg gezogen. Am 2. und 3. Juni 1692 wurden die wehrlosen Schiffe von den Engländern und Niederländern in Brand gesetzt und zerstört.

## Technische Beschreibung
Die Soleil Royal war als Batterieschiff mit drei durchgehenden Geschützdecks konzipiert und hatte eine Länge von 53,27 Metern (Geschützdeck), eine Breite von 14,46 Metern und einen Tiefgang von 7,63 Metern bei einer Verdrängung von 2.400/2.500 Tonnen. Sie war ein Rahsegler mit drei Masten (Fockmast, Großmast und Kreuzmast). Auf der Spitze des Bugspriets war zudem noch eine Mars und ein weiterer kleiner Mast, der Sprietmast angebracht, an dem ebenfalls noch ein kleines Rahsegel gesetzt werden konnte. Der Rumpf schloss im Heckbereich mit einem Heckspiegel, in den Galerien integriert waren, die in die seitlich angebrachten Seitengalerien mündeten. Die Besatzung hatte eine Stärke von 859 bis 909 Mann. Die Bewaffnung der Klasse bestand bei Indienststellung aus 104 Kanonen, die sich aber im Laufe ihrer Dienstzeit in Anzahl und Kaliber veränderte.
|        | Unteres Batteriedeck            | Mittleres Batteriedeck | Oberes Batteriedeck | Backdeck                     | Achterdeck                   | Kanonen (Geschossgewicht) |
| ------ | ------------------------------- | ---------------------- | ------------------- | ---------------------------- | ---------------------------- | ------------------------- |
| Design | 16 × 36-Pfünder 14 × 24-Pfünder | 30 × 18-Pfünder        | 26 × 8-Pfünder      | 6 × 6-Pfünder                | 10 × 6-Pfünder 4 × 4-Pfünder | 106 Kanonen (434 kg)      |
| 1690   | 8 × 48-Pfünder 20 × 36-Pfünder  | 30 × 18-Pfünder        | 30 × 12-Pfünder     | 6 × 6-Pfünder                | 14 × 6-Pfünder 4 × 4-Pfünder | 110 Kanonen (518 kg)      |
| 1692   | 28 × 36-Pfünder                 | 30 × 18-Pfünder        | 30 × 12-Pfünder     | 12 × 6-Pfünder 4 × 4-Pfünder | 12 × 6-Pfünder 4 × 4-Pfünder | 104 Kanonen (488,5 kg)    |